# Personal Best
Pour plus de détails, voir Fiche technique et Distribution.
Personal Best est un film américain réalisé par Robert Towne, sorti en 1982.

## Fiche technique
- Titre : Personal Best
- Réalisation : Robert Towne
- Scénario : Robert Towne
- Photo : Michael Chapman
- Musique : Jill Fraser et Jack Nitzsche
- Pays d'origine : États-Unis
- Date de sortie : 1982

## Distribution
- Mariel Hemingway : Chris Cahill
- Scott Glenn : Terry Tingloff
- Patrice Donnelly : Tory Skinner
- Kenny Moore : Denny Stites
- Jim Moody : Roscoe Travis
- Kari G. Peyton : Penny Brill
- Jodi Anderson : Nadia 'Pooch' Anderson
- Al Feuerbach : Zenk
- Jane Frederick : Fern Wadkins
- Earl Bell : Randy Van Zile
- Larry Pennell : Rick Cahill
- Luana Anders : Rita Cahill
- Frank Shorter : Annonceur à la télévision
- Len Dawson : Annonceuse du football